# Halfway Island (Torres Strait)
Halfway Island, auch Zuizin Reef oder Zuizin Island genannt, ist eine unbewohnte australische Insel im Zentrum des Archipels der Torres-Strait-Inseln. Die nächstgelegene bewohnte Insel Coconut Island liegt 28 km nordwestlich. 
Die etwa neun Hektar große, spärlich bewachsene Insel ragt kaum über den Meeresspiegel. Sie liegt im Norden einer 9,3 km² großen Riffplattform. 1,7 km südlich des südlichen Riffkranzes liegt das mit 2,7 km² weit kleinere Kodnasem Reef mit dem winzigen vegetationslosen Kodnasem Cay (2 ha).
Verwaltungstechnisch zählt die Insel zu den Central Islands, einer Inselregion im Verwaltungsbezirk Torres Shire von Queensland.